# 조개치레상과
조개치레상과(Dorippoidea)는 십각목에 속하는 게 상과의 하나이다. 가장 오랜 화석 종은 백악기 후기까지 거슬러 올라간다.

## 하위 분류
- 조개치레과 (Dorippidae)
- 에투사과 (Ethusidae)
- † Necrocarcinidae
- † Ornithopsidae